# Sadie Love
Sadie Love è un film muto del 1919 diretto da John S. Robertson. La sceneggiatura di Clara Beranger si basa sull'omonima commedia di Avery Hopwood andata in scena a Broadway il 29 novembre 1915.

## Trama
Sadie Love si innamora di Jim Wakeley, ma lui è sposato e, all'improvviso scompare quando la moglie chiede il divorzio. A New York, dopo aver litigato, arrivano la principessa Marise de Marabole e il conte Pallavicini. Conosciuta Sadie, il conte la sposa, nonostante sia Jim che Marise cerchino di interferire nella loro relazione. I due, però, ammettono che il loro è stato un colpo di testa: non essendo innamorati, ora pensano al divorzio. Prima, però, per non suscitare pettegolezzi, decidono di partire comunque per la luna di miele anche se si portano dietro Jim e Marise. Non saranno soli: insieme a loro arrivano anche Lillian, la moglie di Jim, e Mumford Crewe, il secondo marito di questa. Per sfuggire a questa insolita situazione, Sadie e Jim scappano e si imbarcano sul piroscafo dove Pallavicini aveva prenotato per sé e la moglie, fingendo che lui sia il conte. Dopo una serie di complicazioni e di equivoci, le coppie finiscono per comporsi definitivamente: Sadie resta con Pallavicini, Jim con sua moglie Lillian, Marise con il suo secondo marito.

## Produzione
Il film fu prodotto dalla Famous Players-Lasky Corporation con il titolo di lavorazione Twin Souls.

## Distribuzione
Il copyright del film, richiesto dalla Famous Players-Lasky Corp., fu registrato il 12 settembre 1919 con il numero LP14191. Distribuito dalla Paramount Pictures e presentato da Adolph Zukor, il film uscì nelle sale cinematografiche statunitensi il 19 ottobre 1919.
Non si conoscono copie ancora esistenti della pellicola che viene considerata presumibilmente perduta.